# Peter Arvebro
Anders Peter Arvebro, född 15 december 1974 i Fosie församling, Malmöhus län, är en svensk tjänsteman och studentpolitiker, numera verksam som konsult.
Arvebro har varit planeringskoordinator vid Malmö högskola och enhetschef för Högre utbildning och kompetens i Helsingborgs stad. Han var 1999-2000 ordförande för Sveriges Förenade Studentkårer (SFS) och 1997-1998 ordförande för Studentkåren i Växjö.
Fram till kyrkovalet 2005 var Arvebro ledamot av samfällda kyrkofullmäktige i Malmö för Moderaterna. Senare var han ledamot i Tekniska nämnden i Malmö stad, ledamot i VA-Syds styrelse och ledamot i Sydvattens styrelse.